# Platygyriella densa
Platygyriella densa är en bladmossart som beskrevs av William Russell Buck 1984. Platygyriella densa ingår i släktet Platygyriella och familjen Hypnaceae. Inga underarter finns listade i Catalogue of Life.